# 부산진 척화비
부산진 척화비(釜山鎭 斥和碑)는 부산광역시 남구 부산박물관에 있는 조선시대의 척화비이다. 1972년 6월 26일 부산광역시의 기념물 제18호로 지정되었다.

## 개요
척화비는 조선 고종 때 병인양요와 신미양요를 승리로 이끈 흥선대원군이 백성들에게 서양 오랑캐에 대한 경계심을 드높이고자 전국 곳곳에 세운 비이다.
이 비는 원래 부산진의 성지에 세웠던 것이지만, 용두산 공원에 옮겼다가, 1978년 지금 자리로 옮긴 것이다.
네모난 받침돌 위에 글을 새긴 비몸을 얹고 지붕돌을 올린 모습으로, 비문의 내용은 ‘서양 오랑캐가 침범할 때에 싸우지 않는 것은 곧 화친을 하자는 것이요, 화친을 하자는 것은 나라를 파는 것이다’라는 강한 어투의 경고문구를 담고 있다.
척화비를 세운 시기는 고종 8년(1871)으로, 후에 임오군란(1882)이 발생하고 대원군이 청나라에 납치되자 일본공사의 요구로 대부분 철거되고, 현재는 이처럼 몇 기의 비들만 곳곳에 남아 있다.

## 같이 보기
- 척화비

## 참고 자료
- 척화비 - 국가유산청 국가유산포털